# Kim Chi-gon
Kim Chi-gon (김치곤?, 金致坤?; Pusan, 29 luglio 1983) è un allenatore di calcio ed ex calciatore sudcoreano, di ruolo difensore, tecnico in seconda del Busan IPark.

## Carriera

### Nazionale
Esordisce con la Corea del Sud nel 2004. Gioca con la selezione olimpica le olimpiadi di Atene 2004. Con la nazionale maggiore gioca la Coppa d'Asia 2007.